# Charles Roven
Charles Roven (sinh ngày 2 tháng 8 năm 1949) là một nhà sản xuất điện ảnh người Mỹ. Ông cũng là chủ tịch kiêm nhà sáng lập của Atlas Entertainment. Ông nổi tiếng nhờ sản xuất những tác phẩm điện ảnh siêu anh hùng như The Dark Knight Trilogy, Người đàn ông thép, Batman đại chiến Superman: Ánh sáng công lý. Biệt đội cảm tử, Liên minh Công lý và nhiều phim khác.

## Danh sách phim
- Heart Like a Wheel (1983)
- Made in U.S.A. (1987)
- Johnny Handsome (1989)
- The Blood of Heroes (1989)
- Cadillac Man (1990)
- Final Analysis (1992)
- Angus (1995)
- 12 Monkeys (1995)
- Fallen (1998)
- City of Angels (1998)
- Three Kings (1999)
- Rollerball (2002)
- Scooby-Doo (2002)
- Bulletproof Monk (2003)
- Scooby-Doo 2: Monsters Unleashed (2004)
- Kicking & Screaming (2005; giám đốc sản xuất)
- Batman Begins (2005)
- The Brothers Grimm (2005)
- Idlewild (2006)
- Live! (2007)
- The Bank Job (2008)
- Điệp viên 86: Nhiệm vụ bất khả thi (2008)
- Get Smart's Bruce and Lloyd: Out of Control (2008)
- Kỵ sĩ bóng đêm (2008)
- The International (2009)
- Season of the Witch (2011)
- Kỵ sĩ bóng đêm trỗi dậy (2012)
- Người đàn ông thép (2013)
- Săn tiền kiểu Mỹ (2013)
- Batman đại chiến Superman: Ánh sáng công lý (2016)
- Warcraft: Đại chiến hai thế giới (2016)
- Biệt đội cảm tử (2016)[2]
- Tử chiến Trường Thành (2016)
- Wonder Woman: Nữ thần chiến binh (2017)[3]
- Liên minh Công lý (2017)
- Triple Frontier (2019)[4]
- Wonder Woman 1984: Nữ thần chiến binh (2020)[5]
- Oppenheimer (2023)